# 因幡電機産業
因幡電機産業株式会社（いなばでんきさんぎょう、英: INABA DENKISANGYO CO.,LTD.）は、大阪府大阪市西区立売堀に本社を置く、電線や配線器具を専門的に取り扱う商社。

## 概要
電設資材事業、産業機器事業の商社。加えてメーカー機能も併せ持つ。配電盤の「アバニアクト」、エアコン部材の「因幡電工」という独自ブランドの展開が粗利率を押し上げる要因となっている。

## 沿革
- 1938年4月 - 大阪府堺市にて、因幡電機製作所を創業。
- 1949年5月 - 大阪市東成区にて、因幡電機産業株式会社を設立。
- 1976年9月 - 各事業部を分社化し、因幡産業機器株式会社、因幡電設資材株式会社、近畿因幡電材株式会社、大阪因幡電機株式会社、東京因幡電機株式会社の5社を設立。
- 1978年9月 - 省力機器課を分社化し、因幡電工株式会社を設立。
- 1979年8月 - イナバエンジニアリング株式会社を設立。
- 1988年4月 - 因幡産業機器株式会社、因幡電設資材株式会社、近畿因幡電材株式会社、大阪因幡電機株式会社、東京因幡電機株式会社、因幡電工株式会社の関連会社6社を吸収合併。
- 1993年2月 - 大阪証券取引所2部に上場。
- 1996年9月 - 東京証券取引所2部に上場。
- 1997年9月 - 東京・大阪両証券取引所1部に指定替え。
- 1998年5月 - 東芝ライテック株式会社・株式会社フジクラとの合弁会社として、アイティエフ株式会社を設立。
- 1999年4月 - 子会社・イナバビル管理株式会社（のちにイナバビジネスサービス株式会社に商号変更）を設立。
- 2001年5月 - 東光電機産業株式会社を子会社化。
- 2009年10月 - 子会社・春日電機株式会社を設立。
- 2009年11月 - 更生会社となっていた旧・春日電機株式会社より事業譲受をし、SIAM ORIENT ELECTRIC CO., LTD.を子会社化。
- 2011年2月 - 完全子会社の日本オートメ株式会社とイナバエンジニアリング株式会社を解散（2012年6月清算結了）。
- 2012年2月 - 完全子会社のイナバビジネスサービス株式会社の全株式を譲渡。
- 2013年5月 - 株式会社パトライトを買収し、完全子会社とする。

## 子会社
- 株式会社パトライト（完全子会社）
- アイティエフ株式会社（70%出資。電気機器事業）
- 東光電機産業株式会社（完全子会社）
- 春日電機株式会社（完全子会社。会社更生手続中の旧・春日電機株式会社から事業譲受）
- SIAM ORIENT ELECTRIC CO., LTD.

## CM出演者
- 松井愛莉（2019年10月 - ）

## 提供番組
- News23（TBS系列、隔日・ナショナルセールス枠）
- 報道特集（TBS系列、後半ナショナルセールス枠）※提供開始の2019年10月から2021年9月末まで、同年10月よりNews23へ移動。